# 高都三清阁
高都三清阁，位于山西省晋城市泽州县高都镇北街村。
2023年5月16日，高都三清阁公布为第三批泽州县文物保护单位，编号3-7。